# Conus augur
Conus augur е вид охлюв от семейство Conidae. Видът не е застрашен от изчезване.

## Разпространение
Разпространен е в Британска индоокеанска територия, Индия (Гоа, Карнатака, Керала, Махаращра и Тамил Наду), Кения, Коморски острови, Мавриций, Мадагаскар, Майот, Малдиви, Мозамбик, Реюнион, Сейшели, Сингапур, Сомалия, Танзания, Шри Ланка и Южна Африка (Квазулу-Натал).